# Mexticacán
Mexticacán è un comune del Messico, situato nello stato di Jalisco.